# 妖娼ロマネスク
妖娼ロマネスク（ようしょうろまねすく）は日本のバンド。

## 経歴
1986年夏に結成。メンバーの松本貢一は、結成当時はオーソドックスな5人組バンドで、結成前はビートポップのバンドをやっており、そのバンドで既に一緒だったYukiと共に二人で新しくバンドをやろうと結成したものであると話している。1988年ごろ、東京を中心とした東日本で活動が確認されている。1997年解散。メンバーはYukiほか。演劇、パントマイム、ダンスなどの要素を取り入れた“見せるステージング”が特徴と言われ、ゴスロリバンドのはしりと言われる。バンド名のうち、「ロマネスク」は「非現実的」という意味を込めたものであるという。

### イカ天出演
1989年11月25日、黄金期だった三宅裕司のいかすバンド天国にも出演し「魔法のめがね」を演奏したが、ワイプされてしまい完奏できず。チャレンジャーにはなれなかったが、ベストボーカル賞を受賞。ちなみに当時のイカ天キングはたまである。メンバーにyuki他とあるが、ドラムでレコーディング等の全てを仕切っていたのは松本貢一である。

## CD、ビデオその他
- ROCKIN' DEX '88（ビクター音楽産業）
- 流動質（CD、インディーズより）
- 夢の魔術師（CD、インディーズより）
- 欲望と言う名の迷路（カセット、インディーズより）